# Pachydema zohra
Pachydema zohra är en skalbaggsart som beskrevs av Joseph Henri Adelson Normand 1951.
Pachydema zohra ingår i släktet Pachydema och familjen Melolonthidae. Inga underarter finns listade i Catalogue of Life.